# Мадонна Арачели
Мадонна д’Арачели или Мадонна-ди-Сан-Лука (итал. Madonna d’Ara Coeli, Madonna di Santa-Maria-in-Ara Coeli, Maria Advocata, Madonna Avvocata) — почитаемая икона Богородицы-Заступницы «Святолукская», находящаяся в Риме на Капитолийском холме, в церкви Санта-Мария-ин-Арачели (итал. Basilica di Santa Maria in Aracoeli — Святой Марии «Жертвенник Небесный», или Святой Марии на Алтаре Неба).
Икона приписывается авторству апостола Луки, евангелиста, и считается чудотворной, в связи с чем привлекает паломников-христиан из различных стран мира. Как считают исследователи, иконы, писанные лично Лукой, до наших дней, вероятнее всего, не сохранились. Те же иконы, которые приписываются его авторству, а их насчитывается в мире чуть более тридцати, — являются списками с его работ. Однако эти списки, как говорит Л. А. Успенский, 

«несут подлинный божественный отпечаток прижизненного облика Божьей Матери.., и церковь подчеркивает преемство благодати силы, присущих всем спискам этих икон, как воспроизводящим (со свойственными им символами) подлинные черты Божией Матери, запечатленные евангелистом Лукой».

Икона Божией Матери Арачели выполнена в Византийском стиле, иконографически относится к типу «Агиосоритисса (Параклесис)». Икона написана на доске из бука темперой с применением золочения (сусальное золото). Размер изображения: 51,5 х 82 см. На иконе Божья Матерь изображена без Богомладенца, вполоборота, немного развернутой в правую сторону, с воздетыми в молитвенном заступничестве руками — правая рука её поднята вверх, а левая лежит на груди, что показывает Её готовность защитить всех христиан, символизирует Её неустанное покровительство. Светящийся лик оживлен прорисовкой алым цветом щек и подбородка, его положение можно было бы назвать фронтальным, если бы линия шеи и лучшая видимость правой части не указывали на едва намеченное движение головы. Другие названия образа: Святорачица, Халкопратийская, Защитница. Такой тип изображения Девы Марии был широко распространён как в Константинополе, так и в Риме. Схожие образы можно встретить в Греции, России, других регионах Италии. На сегодняшний день в Риме имеется шесть изображений Девы Марии такого типа. Наиболее похожая по стилю икона — Мадонна ди Сант-Алессио, особо почитаемый древний чудотворный образ из базилики Святых Бонифация и Алексия (Сант-Алессио) на Авентинском холме в Риме.
По поводу датировки создания образа Мадонны ин-Арачели есть некоторые разночтения. Согласно церковному преданию, образ был написан евангелистом Лукой в Иерусалиме, откуда он позднее попал в Халкопратийский храм Богородицы в Константинополе (Chalkoprateia), где хранились святые реликвии — риза и пояс Богородицы. В V в. икона была принесена в дар Риму Константинопольским Патриархом. Позднее в Риме, вероятно, с неё был сделан список, а первообраз был утрачен. По мнению большинства исследователей, данный чтимый список был выполнен римским мастером приблизительно в X-XI веках, хотя есть и другие авторитетные мнения, утверждающие, что возраст его старше и восходит к VI веку, связывая появление его с греческими монахами, которые построили здесь первую церковь на месте языческого храма. Некоторые искусствоведы склоняются к версии, что данная икона является списком с другого почитаемого римского образа Богородицы Св. Сикста (Мадонна из монастыря Темпули). Первое официальное письменное свидетельство о присутствии иконы Мадонны Арачели в главном алтаре одноимённой церкви можно обнаружить в сочинении «О соответствии жизни блаженного Франциска жизни Господа Иисуса» Варфоломея Пизанского (1385–1390). Это свидетельство относится к 1257 г., то есть к тому периоду времени, когда в базилике на Капитолии обосновались францисканцы. Хотя ориентация храма изменилась после перестройки, проведенной по инициативе ордена, главный алтарь остался на прежнем месте — в глубине левого трансепта, в память о видении императору Августу, давшем имя храму, построенному на месте апсиды старинной бенедиктинской церкви. Однако древность иконы наводит на мысль, что уже до прихода францисканцев она находилась здесь же. В 1565 году её перенесли в центральный алтарь, где она пребывает и сейчас.   
Несмотря на различия в установлении точной датировки создания иконы, можно в любом случае утверждать, что образу Святой Марии ин Арачели как минимум 1000 лет, и он почитается чудотворным на протяжении всей истории его пребывания в Риме. В течение многих веков, согласно церковным преданиям, икона являла массу чудес и исцелений верующим христианам.
В Риме сохранилось множество легенд, которые сообщают, что икона несколько раз спасала жителей города от различных эпидемий. Так, Святой Григорий Великий (Двоеслов), римский папа, приказывал во время эпидемий проносить эту икону по улицам города, сам возглавляя шествие. И это всегда помогало остановить болезнь. То же самое проделали жители Рима во время страшной эпидемии чумы в 1348 году с целью очищения от «Чёрной смерти». Горожане организовали торжественную процессию и обнесли весь город чудотворной иконой. К всеобщей радости вспышка эпидемии в Риме после этого события внезапно пошла на спад и очень быстро прекратилась. Чума, уничтожившая к тому времени уже половину населения городов Европы и Азии, каким-то чудесным образом обошла Рим стороной, не оставив там таких страшных последствий. Римляне приписали столь скорое и неожиданное избавление города от чумы заступничеству Богородицы и её чудотворной иконы, от которой и до этого уже было явлено горожанам множество чудес. Радостные жители города в благодарность Богоматери собрали деньги на строительство мраморной лестницы из 122 ступеней, ведущих к храму Санта-Мария-ин-Арачели, где находится этот древний её образ. Автором этого монументального проекта выступил Лоренцо Симоне ди Андреоццо. Мрамор для строительства горожане собирали со всего города. Во время торжественной церемонии открытия на ступенях этой лестницы, принесенной римлянами в дар иконе Богоматери Арачели и её храму,  Кола ди Риенцо объявил о своем избрании в трибуны римского народа — выбор места и времени для этого заявления говорит о своеобразном «гражданском» значении капитолийского образа для жизни города.
Образ Девы Марии-ин-Арачели 29 марта 1636 года был коронован по папскому указанию (Урбан VIII), согласно имеющейся в католической церкви традиции коронования особо чтимых икон. Однако в 1797 году корона была украдена французскими войсками Наполеона. В 1938 году для образа была изготовлена новая корона. После недавней последней реставрации корону с иконы сняли, посчитав, что в наше время древние изображения не принято украшать ювелирными изделиями.
Перед этой иконой 30 мая 1948 года состоялось проведение важнейшего католического обряда в истории города - посвящения народа Рима Непорочному Сердцу Марии.